# Joaquín Hernández Gallego
Joaquín Hernández Gallego (nacido el 5 de febrero de 1933 en Bilbao, Vizcaya y fallecido el 20 de enero de 1965 en Madrid, Comunidad de Madrid) fue un  exjugador y entrenador de baloncesto español.   

## Trayectoria

### Jugador
Nació en Bilbao el 5 de febrero de 1933, pero su familia emigró a Bélgica al estallar la guerra civil y fue allí donde empezó a jugar a baloncesto. Su vida cambió por completo a raíz de su presencia en la I Copa Ciudad de Barcelona, formando parte de una selección de Bruselas, de la que era el integrante más joven. Regresaría a los pocos meses a España, en 1951, ya como jugador del Español, formando pareja de bases con Vicenç Lloret, tres veces internacional por España, vivió la época más brillante de su historia hasta que en 1955 Raimundo Saporta  se llevó a Hernández al Real Madrid.
Joaquín Hernández estuvo cinco años en el equipo madridista., con el que ganó dos Ligas y una Copa.

### Entrenador
En 1960 pasó al Hesperia, el filial, como entrenador juvenil. Al año siguiente entrenó al juvenil madridista y en 1962 se hizo cargo del primer equipo blanco y de la selección española. Una etapa  en la que el Real Madrid ganó las dos Ligas y su primera Copa de Europa (1963/64), aunque muy corta, por la afección hepática que acabaría con si vida. A la selección la dirigió en 40 partidos y, a pesar de un conflicto con los jugadores del Estudiantes, fue la mejor de Europa Occidental (séptima) en el Europeo’63, aunque luego no se clasificó para los JJ.OO. de Tokio.

## Palmarés
Jugador
- 2 Liga  (1957, 1958).
- 1 Copa del Rey (1957).
- Medalla de oro Juegos Mediterráneos de 1955.

Entrenador
- 2 Liga Española de Baloncesto (62/63, 63/64).
- 1 Copa de Europa (1963/64).
- Medalla de plata Juegos Mediterráneos de 1963.

## Internacionalidades
Fue internacional con España en 41 ocasiones
. Participó en los siguientes eventos:
- Juegos Mediterráneos de 1955: 1 posición.
- Eurobasket 1959: 15 posición.

Como seleccionador dirigió a España en los siguientes eventos:
- Juegos Mediterráneos de 1963: 2 posición.
- Eurobasket 1963: 7 posición.